# Sordaria superba
Sordaria superba är en svampart som beskrevs av De Not. 1867. Sordaria superba ingår i släktet Sordaria och familjen Sordariaceae.  Arten är reproducerande i Sverige. Inga underarter finns listade i Catalogue of Life.